# When You Believe
"When You Believe" là bài hát trong bộ phim hoạt hình âm nhạc có tựa đề Hoàng Tử Ai Cập ra mắt năm 1998 của hãng DreamWorks, được sáng tác bởi Stephen Schwartz. Một đĩa đơn phiên bản nhạc pop của "When You Believe", với phần nhạc và lời do nhà viết nhạc-nhà sản xuất Babyface viết thêm, cũng được hai ca sĩ người Mỹ Mariah Carey và Whitney Houston thu âm cho phần giới thiệu cuối phim và album nhạc phim. Ngoài ra, bài hát cũng được đưa vào album phòng thu thứ tư của Houston, My Love Is Your Love và trong album tuyển tập đầu tiên của Carey, #1's. Phiên bản gốc của ca khúc, xuất hiện trong phần kể chuyện của bộ phim, được trình bày bởi Sally Dworsky, Michelle Pfeiffer cùng với một dàn hợp xướng thiếu nhi. "When You Believe" được mô tả là một bài hát đậm chất ballad, với phần lời giàu ý nghĩa và truyền cảm hứng cho người nghe. Bài hát nói về khả năng mà mỗi con người có thể nhận lấy phép màu khi họ tiếp cận và đặt niềm tin vào Chúa.
Ca khúc nhận được phản hồi trái chiều từ các nhà phê bình âm nhạc và đạt được thành công khiêm tốn trên các bảng xếp hạng, khi chỉ đạt đến vị trí cao nhất là 15 trên bảng xếp hạng US Billboard Hot 100, mặc dù đã nhận được sự chú ý của giới truyền thông và được biểu diễn trực tiếp để quảng bá. Bài hát thành công hơn ở khu vực châu Âu và các quốc gia khác, nằm trong top 5 trên bảng xếp hạng của Bỉ, Pháp, Ý, Hà Lan, Đan Mạch, Tây Ban Nha, Thụy Điển, Thụy Sĩ và Vương quốc Anh. "When You Believe" đã được trao Giải Oscar cho ca khúc trong phim hay nhất tại lễ trao giải Oscar lần thứ 71 diễn ra vào ngày 21 tháng 3 năm 1999. Trước màn biểu diễn ca khúc của hai ca sĩ vào đêm trao giải, Schwartz xóa tên Babyface khỏi đơn đệ trình đề cử. Ông thấy rằng phần mà Babyface bổ sung vào bài hát đã không xuất hiện trong phiên bản của bộ phim, do đó, anh không xứng đáng được ghi tên vào phần đội ngũ thực hiện của ca khúc. Tuy Babyface không được nhận giải Oscar, nhưng Carey và Houston lại biểu diễn phiên bản của anh trong đêm trao giải, vì họ quen với nó hơn là với phiên bản trong bộ phim. Trước khi trình diễn tại lễ trao giải Oscar, hai nữ ca sĩ đã biểu diễn ca khúc trực tiếp trong chương trình The Oprah Winfrey Show vào ngày 26 tháng 11 năm 1998, nhằm quảng bá cho ca khúc lẫn album mới của họ.
Có hai video âm nhạc được quay cho bài hát. Video đầu tiên và cũng là video phổ biến hơn, được ghi hình ở trung tâm biểu diễn nghệ thuật Brooklyn Academy of Music. Video có sự xuất hiện của cả hai nữ ca sĩ và bắt đầu với cảnh Houston và Carey biểu diễn trong một khán phòng lớn, gợi lên hình ảnh của một buổi hòa nhạc. Trước khi kết thúc video, những cảnh quay trong phim được trình chiếu trên một màn hình lớn của buổi hòa nhạc, trong khi hai ca sĩ thể hiện phần cuối của ca khúc. Video còn lại chỉ được phát sóng trong chương trình đặc biệt phát trên đài NBC, When You Believe: Music Inspired by the Prince of Egypt, phát sóng vào ngày 13 tháng 12 năm 1998. Phiên bản này cũng có bối cảnh tương tự, với hai nghệ sĩ trình diễn trên một sân khấu lớn của một kim tự tháp Ai Cập cổ.

## Bối cảnh sản xuất và thu âm
—Carey, nói về việc làm việc cùng Houston trong phòng thu, trong một cuộc phỏng vấn với tạp chí Vibe.
Khi Carey biên soạn album tuyển tập đầu tiên của cô, #1's, "When You Believe" được đưa vào danh sách bài hát. Theo Carey, việc ca khúc được đưa vào là do cô thấy rằng ca khúc này là "một phép màu" khi cô và Houston cùng tham gia hợp tác một bản thu âm chung. Trong quá trình phát triển All That Glitters (một bộ phim mà Carey đang thực hiện thời điểm đó, về sau được đổi tên thành Glitter), cô được giới thiệu với người đồng sở hữu hãng phim DreamWorks, Jeffrey Katzenberg, người đã gợi ý cô thu âm ca khúc "When You Believe" cho nhạc phim của bộ phim hoạt hình The Prince of Egypt (Hoàng tử Ai Cập). Houston, mặt khác, được giới thiệu về dự án thông qua Kenneth "Babyface" Edmonds, nhạc sĩ mà cô đã hợp tác trong quá trình thực hiện album My Love Is Your Love. Sau khi bộ phim được chiếu cho từng nghệ sĩ xem riêng, cả hai trở nên hết sức nhiệt tình về việc tham gia dự án.
Bài hát được đồng sáng tác bởi Stephen Schwartz và Babyface, người cũng thực hiện việc sản xuất cho ca khúc. Babyface đã giải thích vì sao anh phải làm thêm phiên bản khác cho ca khúc và mô tả quá trình sản xuất giống như một bản ballad nhạc phim tuyệt vời, có điều gì đó hoàn toàn khác với tất cả những gì mà anh, Carey hoặc Houston từng thu âm trước đó. Trong cuộc phỏng vấn với tạp chí Vibe, Carey nói rằng cô "thích [ca khúc] theo cách mà nó vốn có". Cô miêu tả ca khúc là "một bài hát đậm chất ballad nhưng lại truyền cảm hứng sâu sắc" và bác bỏ những lời đồn đại về việc đã xảy ra sự cạnh tranh hay thù ghét giữa cô và Houston, trước khi thực hiện thu âm: "Tôi chưa từng trò chuyện với cô ấy mãi đến tận bây giờ. Giữa chúng tôi không bao giờ có bất cứ vấn đề nào cả. Truyền thông và mọi người cứ bảo rằng có vấn đề trong việc này." Khi phỏng vấn với Ebony, Houston nói về mối quan hệ của cô với Carey:

"Tôi thích làm việc cùng cô ấy lắm. Mariah và tôi rất hòa thuận. Trước đây chúng tôi chưa nói chuyện hay hát cùng nhau bao giờ. Chúng tôi chỉ có một cơ hội để thể hiện tình đồng đội, giữa ca sĩ với ca sĩ, nghệ sĩ với nghệ sĩ, kiểu như vậy. Chúng tôi chỉ cười và nói, rồi nói và cười và hát trong khoảng thời gian đó... Thật tốt khi biết rằng hai nữ nghệ sĩ nhạc soul vẫn có thể trở thành bạn bè. Chúng tôi nói về việc làm những thứ khác cùng nhau, một cách mạo hiểm và khôn ngoan. Điều này rất tuyệt, vì cô ấy là một cô gái tốt, với tâm hồn trong sáng. Cô ấy thông minh. Tôi thực sự thích Mariah."

Trong khi hai nữ nghệ sĩ tiếp tục thể hiện những cảm nhận tích cực với nhau, thì báo chí lại bắt đầu đưa ra những câu chuyện ngược lại. Nhiều thông tin báo chí cho biết hai người không có thiện ý và sẽ chống đối' nhau và rằng họ phải thu âm ca khúc vào những buổi riêng vì liên tục xảy ra những căng thẳng. Khi những đồn đoán của giới truyền thông ngày càng gia tăng và ngày công chiếu của bộ phim tới gần, thì cả hai vẫn khẳng định rằng họ đã trở thành những người bạn thân và nói về nhau bằng những lời lẽ tốt đẹp nhất.

## Ý nghĩa ca từ
Hoàng tử Ai Cập là bộ phim được chuyển thể từ Sách Xuất Hành trong Kinh Thánh. Trong phim, "When You Believe" được trình bày bởi hai nhân vật Tzipporah và Miriam cùng một nhóm người hát bè xuất hiện từ vùng nô lệ của Ai Cập, đến Biển Đỏ và cuối cùng là vùng Đất Hứa. Nội dung chính của bản ballad này gợi nhớ đến những thời điểm khó khăn mà họ băn khoăn về đức tin của mình: họ đã nhiều đêm cầu nguyện với Chúa, nhưng dường như những lời nguyện cầu của họ không nhận được hồi đáp và giờ họ tự hỏi rằng liệu họ đã phí phạm thời gian cho niềm tin của bản thân. Tuy vậy, các nhân vật chính đã nhận ra rằng, dẫu cho hoàn cảnh có thể khó khăn, họ vẫn nên giữ vững niềm tin. Bản nháp ban đầu của ca khúc sử dụng lời "you can do miracles when you believe" (tạm dịch: bạn có thể làm nên điều kỳ diệu khi bạn giữ niềm tin), nhưng câu hát này có lẽ ám chỉ người giữ đức tin là người làm nên những phép màu, không phải là Chúa. Do vậy, lời hát được đổi thành "there can be miracles when you believe" (tạm dịch: có thể sẽ xuất hiện điều kỳ diệu khi bạn vững tin).
Houston đã từng hát trong dàn hợp xướng của nhà thờ khi cô lớn lên và Carey trước giờ vẫn luôn truyền tải niềm tin của cô vào âm nhạc, đặc biệt là vào những quãng thời gian khó khăn. Bài hát này đã trở thành một trong nhiều lý do giải thích cho việc hai nữ nghệ sĩ tỏ ra rất hứng thú với dự án. Mỗi người đều thấy rằng việc lan tỏa niềm tin của mọi người vào Chúa là điều rất quan trọng, đồng thời cũng là một vinh dự lớn trong sự nghiệp của họ. Khi miêu tả về lời ca và thông điệp của ca khúc, Houston đã nói như thế này trong cuộc phỏng vấn với Ebony:

"Một bản ballad mạnh mẽ; [nhạc sĩ] Stephen Schwartz quả là một thiên tài. Bạn phải là một người con của Chúa để có thể cảm nhận được chiều sâu của bài hát. Mariah và tôi hát ca khúc theo cách mà chúng tôi cảm nhận nó. Do hoàn cảnh cá nhân, chúng tôi đều cảm thấy kết nối với bài hát. Tôi phải nói thế nào nhỉ? (Nó là) Một ca khúc hay. Phần lời bài hát thật tuyệt vời! Tôi không thể nào diễn tả nó được nữa, mà chỉ có thể lắng nghe mà thôi."

## Sáng tác
Ban đầu, Schwartz sáng tác phiên bản sử dụng trong phim của "When You Believe", được biểu diễn bởi hai nhân vật Tzipporah (Michelle Pfeiffer) và Miriam (Sally Dworsky). Ca khúc sử dụng một số nhạc cụ khác so với bản gốc và có thêm một đoàn hợp xướng thiếu nhi, cũng như vài dòng viết bằng tiếng Do Thái. Tuy nhiên, nhằm mục đích giúp cho ca khúc được phủ sóng rộng rãi hơn trên các đài phát thanh và nhận được sự quan tâm nhiều hơn của công chúng, Edmonds thay đổi một số nhạc cụ và thay thế dàn hợp xướng thiếu nhi bằng một dàn hợp xướng phúc âm. Phiên bản của anh được cho là mang tính "thương mại" nhiều hơn và sẽ làm cho ca khúc "góp phần tăng doanh thu của bộ phim". Tựa đề bản gốc của Schwartz là "When You Believe", trong khi phiên bản mới của Edmonds được đặt tên là "The Prince of Egypt (When You Believe)". "When You Believe" là một bản ballad có tiết tấu chậm, trong đó có sự kết hợp của pop và dòng contemporary R&B. Phần hát của Carey và Houston được viết ở các khóa khác nhau, đều có đủ phần nhạc và lời. Trong phần bridge và hát bè cuối, các ca sĩ phúc âm hát đệm tham gia vào bài hát, tạo nên một "lớp âm thanh" bên cạnh tiếng hát của Carey và Houston. Sau khi "When You Believe" được viết lời hoàn thiện, Babyface viết thêm phần nhạc cụ bổ sung, cũng như một phần bridge khép lại ca khúc.
Bài hát được viết trên cùng một nhịp thời gian. Phần hát và bè của Houston được viết ở khóa Si thứ và có quãng hợp âm cơ bản từ A♭ đến G♭1. Quãng giọng của cô trong ca khúc trải dài từ nốt F♯3 đến nốt F♯5. Phần bè của Carey được viết ở khóa cao hơn, Mi trưởng và cũng được đặt ở cùng nhịp thời gian. Quãng giọng của cô trong bài kéo dài từ nốt G3 tới nốt cao G6, hơn một quãng tám so với giọng của Houston. Phần quan trọng nhất của bài hát nằm ở phần bè cuối bài, được đặt trên khóa Fa thăng trưởng cao hơn. Steve Jones của USA Today gọi ca khúc là "một bản song ca bay bổng" và cảm thấy bài hát có sức lan tỏa với nhiều tầng lớp khán thính giả thuộc "tất cả những thể loại âm nhạc."

## Tiếp nhận và giải thưởng
"When You Believe" nhận được đánh giá trái chiều từ David Browne, biên tập viên của tạp chí Entertainment Weekly. Anh cho ca khúc một điểm C- và viết rằng "[ca khúc có] quá nhiều chất kết dính, những cây phong (một loại cây cảnh lấy nhựa với đặc trưng là lá sắc nhọn) sẽ gây ra sự ghen ghét, đố kỵ". Anh nhận xét khía cạnh tôn giáo của bài hát là "nhạt nhẽo" và cảm thấy rằng thông điệp truyền cảm hứng của nó mang tính ép buộc và quá chung chung. Trong khi đánh giá album nhạc phim The Prince of Egypt, Stephen Thomas Erlewine của AllMusic đã gọi bản song ca là "bất ngờ -- và là một sự bất ngờ thiếu thú vị." Paul Verna của tạp chí Billboard cho rằng "When You Believe" là một bản song ca "tràn đầy sức mạnh" và sau đó đánh giá cao bài hát khi đang nhận xét về album của Houston.
"When You Believe" đã thắng Giải Oscar cho ca khúc trong phim hay nhất tại lễ trao giải Oscar năm 1999, và Giải BFCA cho ca khúc trong phim hay nhất tại lễ trao giải Sự lựa chon của nhà phê bình lần thứ 4. Ca khúc cũng nhận được đề cử ở hạng mục Ca khúc gốc hay nhất (trong một bộ phim điện ảnh) tại giải Quả cầu vàng năm 1999, và ở hạng mục Soạn nhạc Hay nhất cho Sản phẩm Truyền thông Hình ảnh trong lễ trao giải Grammy 2000.

## Diễn biến thương mại và xếp hạng
Ca khúc đạt được thành công khiêm tốn trên thị trường Hoa Kỳ, mặc dù đã được biểu diễn trong The Oprah Winfrey Show và giải Oscar lần thứ 71. Bài hát đạt đến vị trí thứ 15 trên Hot 100 và vị trí số 3 trên bảng xếp hạng Billboard Adult Contemporary Chart. Vào ngày 24 tháng 3 năm 1999, sau khi đã trải qua nhiều thay đổi trên các bảng xếp hạng Hoa Kỳ, ca khúc được chứng nhận vàng bởi Hiệp hội Công nghiệp ghi âm Hoa Kỳ (RIAA), với doanh số nhập hàng vượt 500.000 đơn vị. Tại Canada, ca khúc ra mắt trên bảng xếp hạng RPM Singles Chart ở vị trí thú 66 trong ấn bản ra ngày 7 tháng 12 năm 1998 của tạp chí RPM, và đạt vị trí cao nhất là vị trí 20 trong ấn bản phát hành ngày 25 tháng 1 năm 1999. Bài hát hiện diện trên bảng xếp hạng trong 10 tuần.
Tại thị trường Úc, ca khúc cũng tỏ ra khiêm tốn trên các bảng xếp hạng, khi nó ra mắt ở vị trí số 25 trên bảng xếp hạng ARIA Singles Chart trong tuần 6 tháng 12 năm 1998. Bài hát nằm trong bảng xếp hạng trong 14 tuần, trải qua tuần cuối cùng ở vị trí thứ 50; và được chứng nhận vàng bởi Hiệp hội Công nghiệp ghi âm Úc (ARIA), với 35.000 đơn vị được nhập khẩu. Ở New Zealand, bài hát đạt đến vị trí cao nhất là vị trí thứ 8 trên bảng xếp hạng đĩa đơn và trải qua 9 tuần trong bảng xếp hạng. "When You Believe" đạt đến vị trí cao nhất trên bảng xếp hạng ở thị trường châu Âu. Tại Bỉ, ca khúc vươn tới vị trí thứ 5 trên bảng xếp hạng Flanders Ultratop 50, đạt đến vị trí số 4 và trải qua 20 tuần trong bảng xếp hạng Wallonian Ultratop 40. Trong tuần 5 tháng 12 năm 1998, "When You Believe" xuất hiện trên Dutch Top 40 ở vị trí thứ 54. Trải qua 21 tuần trong bảng xếp hạng đĩa đơn, ca khúc đạt vị trí cao nhất ở thứ 4. Do doanh số bán lẻ cao, ca khúc ra mắt trên bảng xếp hạng Finnish Singles Chart ở vị trí 10, tuy nhiên, nó chỉ nằm trong bảng xếp hạng đúng một tuần. Tại Pháp, bài hát xuất hiện trên French Singles Chart tại thứ hạng 14 vào ngày 5 tháng 12 năm 1998 và cuối cùng đã đạt đến vị trí số 5. Sau 20 tuần thay đổi vị trí trên bảng xếp hạng đĩa đơn, bài hát được chứng nhận vàng bởi Syndicat National de l'Édition Phonographique (SNEP). Tại Đức, ca khúc đạt vị trí cao nhất ở số 8 trên German Singles Chart và được Bundesverband Musikindustrie chứng nhận vàng, đánh dấu mốc 250.000 đơn vị được nhập về. Bài hát đạt đến vị trí thứ 7 ở Ai Len, với 11 tuần nằm trong bảng xếp hạng Irish Singles Chart.
Tại Na Uy, "When You Believe" ra mắt ở vị trí số 3 trên bảng xếp hạng VG-lista và đạt vị trí cao nhất là thứ 2, giữ ngôi á quân trong 3 tuần liên tiếp. Bài hát được chứng nhận bạch kim bởi Liên đoàn Công nghiệp ghi âm quốc tế (IFPI) và trải qua 15 tuần trong bảng xếp hạng. Ca khúc cũng đạt đến vị trí á quân trên bảng xếp hạng của Thụy Điển và Thụy Sĩ, lần lượt trải qua 20 và 24 tuần trên bảng xếp hạng đĩa đơn. IFPI chứng nhận bạch kim cho đĩa đơn ở Thụy Điển và vàng ở Thụy Sĩ. "When You Believe" trải qua các vị trí cao hơn trên bảng xếp hạng của Vương quốc Anh. Bài hát đạt vị trí cao nhất ở thứ 4 trên UK Singles Chart trong tuần 19 tháng 12 năm 1998 và nằm trên bảng xếp hạng trong 14 tuần. Tính đến năm 2010, doanh số của đĩa đơn tại Anh đã đạt 260.000 bản.

## Video âm nhạc
Video âm nhạc cho đĩa đơn được ghi hình tại Brooklyn Academy of Music vào mùa thu năm 1998. Video bắt đầu với cảnh Houston tiến vào một quảng trưởng nhỏ và hát phần đầu của bài hát. Sau khi cô kết thúc phần hát, Carey cũng xuất hiện trên sân khấu, trình bày phần hát và bè thứ hai của bài. Video được quay trong một trường quay tối, nổi bật lên là những hình ảnh, phông nền và cảnh quay lấy từ bộ phim Hoàng tử Ai Cập. Một lượng khán giả cũng được điều đến để tạo không khí tranh đua của một buổi hòa nhạc được dàn dựng sẵn, cổ vũ cho cả hai nữ nghệ sĩ. Xuyên suốt video, thỉnh thoảng lại xuất hiện một vài đoạn video gia đình của Carey và Houston, cũng như những khoảnh khắc cuối cùng trong bộ phim, là cảnh biển Đỏ bị chia tách. Video khép lại khi cả khán phòng sáng rực lên và một dàn hợp xướng lớn tham gia biểu diễn cùng hai nghệ sĩ. Hát xong ca khúc, Carey và Houston nhận được những lời hò reo của khán giả và cùng nhau rời khỏi trường quay trong khi hình ảnh của họ dần biến mất. Carey và Houston cùng mặc một kiểu váy đen được cắt ngắn khi quay video. Carey cắt tóc dài và uốn thẳng, còn mái tóc của Houston cắt theo kiểu pixie.
Video khác cho ca khúc, chỉ được phát sóng trên NBC, cũng có bối cảnh tương tự, Houston bắt đầu bài hát trên một bàn thờ bằng đá lớn ở giữa thính phòng. Khi cô hoàn tất phần hát của mình, thì hình ảnh Carey tiến lên cái dốc xuất hiện trên nền, nối tiếp phần hát của Houston. Họ tiếp tục cùng nhau thể hiện bài hát, đứng cạnh và nắm tay nhau. Sau khi kết thúc ca khúc, cả hai ca sĩ sĩ rời khỏi thính phòng như video đầu tiên, mô phỏng hình ảnh hai người bạn đang tận hưởng thời gian đồng hành với nhau. Hai video đều rất giống nhau, chỉ khác biệt ở chỗ là phiên bản sau không có khán giả, dàn hợp xướng hay bất cứ hình ảnh gì, chỉ xuất hiện duy nhất hai nghệ sĩ đứng lên một bàn thờ đá. Ở phiên bản này của video, Houston mặc một chiếc áo choàng dài màu nâu không có dây buộc và cắt tóc dài ngang vai. Carey, mặt khác, lại để tóc xoăn dài và đổ xuống và mặc một chiếc váy xanh màu ô-liu.

## Biểu diễn trực tiếp
Hai nữ ca sĩ đã biểu diễn trực tiếp ca khúc trong chương trình The Oprah Winfrey Show vào ngày 26 tháng 11 năm 1998. Bên cạnh màn song ca, Carey và Houston cũng thể hiện hai ca khúc đang là đĩa đơn mới nhất của họ vào thời điểm đó, "I Still Believe" và "I Learned from the Best". Ngoài ra, họ cũng biểu diễn ca khúc trong lễ trao giải lần thứ 71 của Viện Hàn lâm vào ngày 21 tháng 3 năm 1999. Để chuẩn bị cho màn biểu diễn vài ngày trước khi xuất hiện tại lễ trao giải theo lịch trình, hai nghệ sĩ đã dự định tập dượt bài hát cùng nhau. Tuy nhiên, Houston đã gọi điện cho biết rằng cô bị ốm và phải lỡ buổi tập. Được biết, lý do xin nghỉ của cô đã khiến cho ban tổ chức không hài lòng, một điều hành viên của buổi lễ gọi đây là một "câu chuyện nhảm nhí." Conti, người sắp xếp âm nhạc cho lễ trao giải, tìm một nữ ca sĩ trẻ khác tên là Janis Uhley để thế chỗ Houston. Trước màn biểu diễn, Carey bước xuống sân khấu trong một chiếc áo trắng và quần jeans, trong khi biên đạo múa Debbie Allen chỉ huy đội ca sĩ hát đệm. Khi vừa mới trình diễn, Carey quên lời bài hát và phải tạm dừng, còn Uhley thì bắt đầu hát như đang "diễn kịch và tỏ ra thích thú". Màn biểu diễn khoe mẽ này của cô đã không được các đạo diễn chấp nhận và gọi nó là "không phù hợp và đáng sợ". Sau khi Uhley buộc phải rời đi, một ngày tập mới thích hợp cho cả Carey và Houston được chọn lại.
Buổi tập tối kế tiếp, sau khi vừa bắt đầu, cả hai ca sĩ gặp rắc rối trong việc biểu diễn phiên bản trong phim của ca khúc. Sau nhiều giờ tập luyện và tranh cãi, họ đi đến một thỏa hiệp chung: hai người sẽ hát một phiên bản kết hợp giữa phiên bản trong phim và phiên bản đĩa đơn, trong đó có một phần bridge và độc tấu nhạc cụ được bổ sung bởi Edmonds. Trong lễ trao giải diễn ra ngày 21, Carey và Houston mặc hai chiếc váy màu trắng hòa hợp với nhau, thể hiện một sự "khiêm tốn và giản dị." Houston xuất hiện trên sân khấu, trình bày phần hát của cô và sau đó đến lượt Carey. Khi bài hát sắp sửa kết thúc, một dàn hợp xướng thánh ca, từ trên khán đài vàng lớn treo trên cao, cùng tham gia vào màn biểu diễn, tất cả đều mặc những chiếc áo chẽn lớn màu trắng. Sau khi phiên bản gốc được đề cử giải Oscar, Schwartz từ chối ghi tên Edmonds ở phần đội ngũ thực hiện trong tờ mẫu đề cử nộp lên viện hàn lâm.

## Danh sách bài và định dạng
| - Đĩa đơn CD phát hành ở châu Âu 1. "When You Believe" (phiên bản album) - 4:35 2. "When You Believe" (bài hát trên TV) - 4:35 - Đĩa đơn CD phát hành ở Hoa Kỳ 1. "When You Believe" (phiên bản album) - 4:38 2. "When You Believe" (nhạc cụ độc tấu) - 4:30 - Đĩa đơn maxi phát hành tại châu Âu 1. "When You Believe (phiên bản album)" - 4:35 2. "I Am Free" - 3:08 3. "You Were Loved" - 4:09 | - Đĩa đơn maxi phát hành tại Nhật Bản 1. When You Believe" (phiên bản album) - 4:35 2. "When You Believe" (bài hát trên TV) - 4:32 3. "I Am Free" - 3:08 4. "You Were Loved" - 4:11 - Đĩa đơn maxi CD phát hành tại Vương quốc Anh 1. "When You Believe" (phiên bản album) - 4:35 2. "Sweetheart" (nhiều giọng hát lặp lại của M!) - 9:43 3. "You Were Loved" - 4:09 |

## Xếp hạng và chứng nhận
| Bảng xếp hạng (1998–99)                  | Vị trí cao nhất |
| ---------------------------------------- | --------------- |
| Úc (ARIA)                                | 13              |
| Áo (Ö3 Austria Top 40)                   | 6               |
| Bỉ (Ultratop 50 Flanders)                | 5               |
| Bỉ (Ultratop 50 Wallonia)                | 4               |
| Canada (Canadian Singles Chart)          | 26              |
| Canada Top Singles (RPM)                 | 20              |
| Canada Adult Contemporary (RPM)          | 8               |
| Châu Âu (European Hot 100 Singles)       | 2               |
| Phần Lan (Suomen virallinen lista)       | 10              |
| Pháp (SNEP)                              | 5               |
| Đức (Official German Charts)             | 8               |
| Ireland (IRMA)                           | 7               |
| Ý (Musica e Dischi)                      | 5               |
| Nhật Bản (Oricon Singles Chart)          | 45              |
| Hà Lan (Dutch Top 40)                    | 5               |
| Hà Lan (Single Top 100)                  | 4               |
| New Zealand (Recorded Music NZ)          | 8               |
| Na Uy (VG-lista)                         | 2               |
| Tây Ban Nha (PROMUSICAE)                 | 2               |
| Thụy Điển (Sverigetopplistan)            | 2               |
| Thụy Sĩ (Schweizer Hitparade)            | 2               |
| Anh Quốc (OCC)                           | 4               |
| Hoa Kỳ Billboard Hot 100                 | 15              |
| Hoa Kỳ Adult Contemporary (Billboard)    | 3               |
| Hoa Kỳ Adult Pop Airplay (Billboard)     | 37              |
| Hoa Kỳ Hot R&B/Hip-Hop Songs (Billboard) | 33              |
| Hoa Kỳ Pop Airplay (Billboard)           | 35              |
| Hoa Kỳ Rhythmic (Billboard)              | 35              |

| Bảng xếp hạng (1998)                  | Vị trí |
| ------------------------------------- | ------ |
| Úc (ARIA)                             | 79     |
| Bỉ (Ultratop 50 Flanders)             | 70     |
| Bỉ (Ultratop 50 Wallonia)             | 57     |
| Canada Adult Contemporary (RPM)       | 89     |
| Pháp (SNEP)                           | 86     |
| Hà Lan (Dutch Top 40)                 | 151    |
| Thuỵ Điển (Sverigetopplistan)         | 42     |
| Bảng xếp hạng (1999)                  | Vị trí |
| Áo (Ö3 Austria Top 40)                | 33     |
| Bỉ (Ultratop 50 Flanders)             | 58     |
| Bỉ (Ultratop 50 Wallonia)             | 58     |
| Canada Adult Contemporary (RPM)       | 60     |
| Pháp (SNEP)                           | 64     |
| Đức (Official German Charts)          | 37     |
| Ý (Hit Parade)                        | 29     |
| Hà Lan (Dutch Top 40)                 | 50     |
| Hà Lan (Single Top 100)               | 34     |
| Thuỵ Điển (Sverigetopplistan)         | 32     |
| Thuỵ Sĩ (Schweizer Hitparade)         | 6      |
| Hoa Kỳ Billboard Hot 100              | 99     |
| Hoa Kỳ Adult Contemporary (Billboard) | 19     |

| Quốc gia                                                                           | Chứng nhận | Số đơn vị/doanh số chứng nhận |
| ---------------------------------------------------------------------------------- | ---------- | ----------------------------- |
| Úc (ARIA)                                                                          | Vàng       | 35.000^                       |
| Bỉ (BEA)                                                                           | Bạch kim   | 50.000*                       |
| Pháp (SNEP)                                                                        | Vàng       | 250.000*                      |
| Đức (BVMI)                                                                         | Vàng       | 0^                            |
| Na Uy (IFPI)                                                                       | Bạch kim   | 0*                            |
| Thụy Điển (GLF)                                                                    | Bạch kim   | 30.000^                       |
| Thụy Sĩ (IFPI)                                                                     | Vàng       | 25.000^                       |
| Anh Quốc (BPI)                                                                     | Bạc        | 260.000                       |
| Hoa Kỳ (RIAA)                                                                      | Vàng       | 500.000^                      |
| * Chứng nhận dựa theo doanh số tiêu thụ. ^ Chứng nhận dựa theo doanh số nhập hàng. |            |                               |

## Các phiên bản hát lại
"When You Believe" đã được thí sinh và cũng là quán quân của cuộc thi American Idol, Candice Glover hát lại trong mùa thứ mười hai của chương trình. Một phiên bản thu âm của ca khúc được phát hành thành đĩa đơn trên iTunes.
Glover biểu diễn "When You Believe" trong đêm nhạc chủ đề "Divas" của American Idol vào ngày 17 tháng 4 năm 2013.
Màn trình diễn của Glover nhận được sự khen ngợi của các giám khảo và được đánh giá là màn trình diễn hay nhất của đêm nhạc. Rolling Stone viết rằng Glover "đã khiến cho giám khảo phải cúi đầu" với màn trình diễn "hoàn hảo" của cô. Mariah Carey đã rơi nước mắt khi chứng kiến màn biểu diễn và khen Glover đã biết cách thể hiện bài hát. Nicki Minaj đã thốt lên ở cuối bài hát rằng "Và đó chính là cách bạn hát một bài hát của Mariah Carey/Whitney Houston". Tương tự, Billboard gọi màn trình diễn của Glover là "phần đơn ca hay nhất của đêm nhạc" và nhận xét về sự truyền tải qua giọng hát là "cô ấy biết chắc chắn khi nào cần nhấn mạnh phần ngọt ngào của một ca khúc, bồi đắp cho điểm nhấn đó với sự giản dị mà hết sức mạnh mẽ". MTV News bình luận rằng Glover "đã cướp" bài hát "theo hướng tích cực".
Nhóm nhạc người Ai-len Celtic Woman cũng thu âm lại ca khúc và phát hành thành một đĩa đơn từ album phòng thu thứ mười lăm của nhóm, Celtic Woman: Songs from the Heart (2010). Bài hát cũng xuất hiện ở phiên bản tiếng Nhật của album phòng thu thứ mười bảy của nhóm nhạc, Celtic Woman: Believe (2011). Bài hát được trình bày bởi một trong các ca sĩ của nhóm, Chloë Agnew. Trong một cuộc phỏng vấn với Chicago Music Magazine, Chloë Agnew mô tả lời bài hát "thật sự phi thường". Cô nói rằng "Đây là ca khúc mà tôi lắng nghe và ước rằng tôi đã viết nó. Nó quả thực rất đặc biệt. Tôi nghĩ rằng nhiều người đã tìm thấy sức mạnh và niềm tin cho bản thân thông qua lời bài hát. Thật sự đáng giá khi trong những cuộc giao lưu và các sự kiện chào đón, tôi được gặp gỡ và trò chuyện với những người tìm đến và kể tôi nghe bài hát đó có ý nghĩa với họ đến chứng nào và nó đã giúp họ ra sao." Nữ ca sĩ người Ai-len này cũng thu âm ca khúc cho album đầu tay của cô, Chloë (2002).
Thí sinh Lola Saunders của chương trình X-Factor phiên bản Anh đã thể hiện ca khúc trong tuần thứ ba của vòng biểu diễn trực tiếp vào ngày 25 tháng 10 năm 2014. Màn trình diễn nhận được nhiều lời khen của các giám khảo. Louis Walsh khen ngợi cách truyền tải thông điệp và Simon Cowell đánh giá cao phần đầu của màn biểu diễn, tuy nhiên nhận xét rằng "có vấn đề ở phần chính của ca khúc".

## Phiên bản của Leon Jackson
"When You Believe" được thu âm bởi quán quân cuộc thi The X Factor Leon Jackson trong tháng 12 năm 2007. Ca khúc có sẵn để tải xuống trên iTunes từ nửa đêm sau đêm công bố kết quả cuộc thi vào ngày 15 tháng 12 năm 2007 và một phiên bản CD được phát hành gấp rút vào giữa tuần, ngày 19 tháng 12 năm 2007. Đây là điều bất thường vì các đĩa đơn mới thường được phát hành vào thứ Hai để đem về doanh số cao nhất trên bảng xếp hạng UK Singles Chart được công bố vào ngày Chủ Nhật cuối tuần. Ngoại lệ có hai trường hợp của hai quán quân X Factor trước đó, họ đều có đĩa đơn phát hành theo kiểu này, nhằm mục tiêu tranh đấu giành được danh hiệu đĩa đơn quán quân mùa Giáng Sinh, thành tích mà về sau cả hai đều đạt được. Video âm nhạc cho các đĩa đơn đều được cả bốn thí sinh trong top 4 của chương trình ghi hình; bao gồm Jackson, Rhydian Roberts, Same Difference và Niki Evans. Tuy nhiên, chỉ có ca khúc và video của quán quân cuộc thi được ra mắt.
Ca khúc đạt vị trí thứ 4 trong danh sách các đĩa đơn bán chạy nhất năm 2007 và dẫn đầu bảng xếp hạng đến đầu năm 2008. Tuy nhiên, nó chỉ hiện diện ở top 40 trong bảy tuần, mặc dù đã giành ngôi vị quán quân 3 tuần. Sau đó ca khúc nhanh chóng rời khỏi top 100 vào cuối tháng 2, sau khi trải qua 9 tuần trên bảng xếp hạng.

### Video âm nhạc
Video âm nhạc của ca khúc, tương tự như các đĩa đơn của quán quân X Factor những mùa trước, rất đơn giản, với cảnh Jackson thể hiện ca khúc trước một màn chiếu lớn và có sự xuất hiện đột ngột của những bức ảnh phong cảnh ở phía sau anh. Video cũng đưa vào một vài clip ghi hình quãng thời gian anh tham gia The X Factor, từ vòng thử giọng đầu tiên của Jackson đến khoảnh khắc công bố anh là người chiến thắng, thể hiện đĩa đơn của mình để kết thúc mùa thi. Simon Cowell, Sharon Osbourne, Dannii Minogue, Louis Walsh, Dermot O'Leary và á quân Rhydian Roberts cũng xuất hiện trong tất cả các clip ngắn này.

### Diễn biến xếp hạng
Ngày 23 tháng 12 năm 2007, đĩa đơn ra mắt ở vị trí quán quân UK Singles Chart, trở thành đĩa đơn quán quân mùa Giáng Sinh với hơn 275.000 bản được tiêu thụ. Ca khúc giữ ngôi quán quân trong 3 tuần, trước khi tụt xuống vị trí số 5 trong tuần thứ tư và sau đó hạ 10 bậc xuống vị trí thứ 15 trong tuần thứ năm. Theo công ty The Official Charts Company, đĩa đơn đạt doanh số 506.000 bản tại Vương quốc Anh tính đến tháng 12 năm 2012. Ngoài ra, ca khúc cũng đạt vị trí số 1 trên bảng xếp hạng Irish Singles Chart trong 3 tuần.

### Xếp hạng và chứng nhận
| Bảng xếp hạng (2007)               | Vị trí cao nhất |
| ---------------------------------- | --------------- |
| Châu Âu (European Hot 100)         | 4               |
| Ai Len (IRMA)                      | 1               |
| Scotland (OCC)                     | 1               |
| Anh Quốc (Official Charts Company) | 1               |

| Bảng xếp hạng (2007)         | Vị trí cao nhất |
| ---------------------------- | --------------- |
| Ai Len (Irish Singles Chart) | 12              |
| Anh Quốc (UK Singles Chart)  | 4               |

| Bảng xếp hạng (2000–2009)   | Vị trí |
| --------------------------- | ------ |
| Anh Quốc (UK Singles Chart) | 92     |

| Quốc gia                                                                           | Chứng nhận | Số đơn vị/doanh số chứng nhận |
| ---------------------------------------------------------------------------------- | ---------- | ----------------------------- |
| Anh Quốc (BPI)                                                                     | Vàng       | 506.000                       |
| * Chứng nhận dựa theo doanh số tiêu thụ. ^ Chứng nhận dựa theo doanh số nhập hàng. |            |                               |